# نادي قره باغ
نادي قره باغ لكرة القدم (بالأذرية: Qarabağ Futbol Klubu)‏ هو نادي كرة القدم أذربيجاني من مدينة آغدام، ويلعب في دوري أذربيجان الممتاز وبطل كأس أذربيجان 7 مرات بالإضافة لحيازته على 11 بطولة في الدوري الممتاز.

## وصلات خارجية
- الموقع الرسمي